# Бал на Мулин де ла Галете (Пјер Огист Реноар)
Бал на Мулин де ла Галете (francuski: Bal du Moulin de la Galette), познатија као Плес у Ле Мулин де ла Галете) је слика француског уметника Пјер Огист Реноара из 1876. године. Налази се у музеју Орсе у Паризу и једно је од најславнијих ремек-дела импресионизма.  Слика приказује типично недељно поподне у оригиналном Мулин де ла Галете у паришком округу Монтмартру. Крајем 19. века, Парижани из радничке класе облачили су лепшу тоалету и проводили време тамо плешући, пијући и једући галете до увече.
Као и друга дела Реноарове ране зрелости, Бал на Мулин де ла Галете је типично импресионистички снимак стварног живота. Показује богатство облика, флуидност потеза четком и трепераво осунчано светла.
Од 1879. до 1894. слика се налазила у колекцији француског сликара Гистава Кајбота ; када је умро, постало је власништво Републике Француске као плаћање пореза за наследство. Од 1896. до 1929. слика је висила у Музеју Луксембурга у Паризу. Од 1929. висила је у музеју Лувр, док 1986. није пребачена у музеј Орсе.

## Мања верзија
Реноар је насликао мању верзију слике (78 × 114 cm) са истим насловом. Сада се верује да се слика налази у приватној колекцији у Швајцарској. Поред своје величине, две слике су готово идентичне, иако је мања насликана флуидније од верзије која је у Орсеу. Једна је вероватно копија оригинала, али није познато који је оригинал. Не зна се ни која је прва изложена на 3. импресионистичкој изложби 1877. године, јер иако је слика каталогизирана и критичари су јој посветили повољну пажњу, њен унос није назначио величину слике, податке који би јој послужили да је идентификују.
Много година био је у власништву Џона Хејна Витнија. Његова удовица је 17. маја 1990. продала слику за 78 милиона америчких долара у Сотбису у Њујорку Ryoei Saito, почасном председавајућем Daishowa Paper Manufacturing Company, Јапан.
У тренутку продаје, то је било једно од два најскупља уметничка дела која су икада продата, заједно са Ван Гоговим Портретом доктора Гашеа, које је такође купио Саито. Саито је изазвао међународно негодовање када је 1991. године сугерисао да намерава да кремира обе слике са њим када умре. Међутим, када су Саито и његове компаније наишли на озбиљне финансијске потешкоће, банкари који су слику држали као залог за зајмове, договорили су поверљиву продају путем Сотбиса неоткривеном купцу. Иако се са сигурношћу не зна, верује се да је слика у рукама швајцарског колекционара.

## Генеза
Реноар је свој пројекат сликања плеса осмислио у дворишту испред плесне дворане "Мулин де ла Галете" (Млин од палачинака) у паришкој четврти Монтмартре, у мају 1876. године, а његово извршење у потпуности описује његов пријатељ службеник Georges Rivière у својим мемоарима "Renoir et ses amis". Пре свега, Реноар је требало да постави студио у близини млина. Погодан студио пронађен је у напуштеној викендици у улици Cortot са баштом коју је Ривијер описао као „прелепи напуштени парк“. У ово доба је насликано неколико главних Реноирових дела, укључујући La balançoire (Љуљашка). Вртови и његове зграде сачувани су као Музеј Монмартра.
Ривиер је идентификовао неколико личности на слици. Упркос Реноаровом извору да дистрибуира тражени модни шешир тог времена међу своје моделе (сламнати шешир са широком црвеном траком горе десно пример је овог шешира, названог тимбале), није успео да наговори своју омиљену шеснаестогодишњакињу стари модел Жану Самари, која се појављује на Љуљашци, да би се представила као главна фигура (она је у то време имала аферу са локалним дечаком). Њена сестра Естел се представља као девојчица која носи хаљину са плавим и ружичастим пругама. Ове две девојке долазиле су у Ле Моулин сваке недеље са породицом; са две млађе сестре једва вишим од столова и њиховом мајком и оцем, које је мајка правилно надгледала (девојкама у Ле Моулин улаз је био бесплатан и нису сви били узори врлине). Поред ње је група коју чине Пјер-Франц Лами и Норберт Генет (такође се појављује на Љуљашци), колеге сликари, као и сам Ривиер. Иза ње, међу плесачима, налазе се Хенри Гервек, Eugène Pierre Lestringuez и Paul Lhote (који се појављује на Dance in the Country). На средњој даљини, усред плесне сале, кубански сликар Don Pedro Vidal de Solares y Cardenas приказан је у пругастим панталонама како игра са моделом Маргот (Marguerite Legrand). Очигледно је бујна Маргот сматрала Солареса превише резервисаним и настојала је да га олабави плешући с њим полке и учећи га сумњивим песмама на локалном сленгу. Умрла је од тифуса само две године касније, Реноар ју је неговао до краја, плаћајући јој и лечење и сахрану.
Ривиер описује слику изведену на лицу места и то не без потешкоћа јер је ветар непрестано претио да ће платно одувати. То је навело неке критичаре да претпостављају да је овде сликана верзија веће слика, јер би мању било лакше контролисати. С друге стране, што је мања, то је спонтаније и слободније, што је карактеристично за Пленер рад.